# Макаровская (Иркутская область)
Мака́ровская — заимка в Боханском районе Иркутской области России. Входит в состав Каменского сельского поселения. 

## География
Находится на правом берегу реки Иды, в 7,5 км к востоку от центра сельского поселения, села Каменка, в 25 км к западу от районного центра, посёлка Бохан.

## Население
| 2002 | 2010 | 2011 | 2012 |
| ---- | ---- | ---- | ---- |
| 62   | ↘47  | →47  | ↘43  |

По данным Всероссийской переписи, в 2010 году на заимке проживало 47 человек (24 мужчины и 23 женщины).